# Raiford
Raiford est une ville du comté d'Union, situé en Floride, aux États-Unis.
Elle abrite la prison d'État de Floride située à 5 km à l'est du centre-ville.

## Démographie
| 1980 | 1990 | 2000 | 2010 | - | - |
| ---- | ---- | ---- | ---- | - | - |
| 259  | 198  | 187  | 255  | - | - |

## Source
- (en) Cet article est partiellement ou en totalité issu de l’article de Wikipédia en anglais intitulé « Raiford, Florida » (voir la liste des auteurs).